# Too Hot to Handle (Fernsehsendung)
Too Hot to Handle (auf Deutsch etwa Zu Heiß, um damit umzugehen, ehemaliger deutscher Titel: Finger weg!) ist eine US-amerikanische Reality-Show des Video-on-Demand-Anbieters Netflix, die seit 2020 ausgestrahlt wird. Nach dem gleichen Konzept entstand auch eine deutsche Variante Too Hot to Handle: Germany.

## Konzept
Zehn Singles, zur Hälfte weiblich und männlich, werden für vier Wochen in eine luxuriöse Villa einquartiert. Neben Unterkunft und Verpflegung wurde den Teilnehmern ein Preisgeld von 100.000 US-Dollar für die gesamte Gruppe avisiert. Der Gruppe werden die Smartphones abgenommen, und es gibt keine Kommunikation mit der Außenwelt. Die Kommunikation zwischen Produktionsteam und Teilnehmern erfolgt über ein an einen Smart Speaker erinnerndes Gerät, das von den Produzenten „Lana“ getauft wurde. In der Villa gibt es nur einen Schlafraum mit acht Betten, so dass sich einige Teilnehmer ein Bett teilen müssen. Für den Zuschauer wird das Geschehen in der Villa von der US-Comedian Desiree Burch kommentiert.
Zwölf Stunden nach der Ankunft werden die Teilnehmer darüber informiert, dass sexuelle Handlungen wie Küssen, Masturbation oder Geschlechtsverkehr zu einer Reduzierung des Preisgeldes führen – ein Zungenkuss kostet 3000 US-Dollar, Oralverkehr 6000 US-Dollar und Geschlechtsverkehr 20.000 US-Dollar. Weitere Strafen werden nach Gutdünken der Produzenten appliziert und nicht im Detail kommuniziert. Alle Bereiche der Villa werden durch Kameras überwacht. Lediglich das gemeinsame Abendessen der Gruppe, das von einem eigens dafür angestellten Koch zubereitet wurde, wurde nicht überwacht. Als Beschäftigungsangebot sollen die Teilnehmer über die vier Wochen verteilt an einzelnen sogenannten „Workshops“ teilnehmen, die in der Regel Selbsterfahrung thematisieren. In der dritten sowie der sechsten Folge wurden zusammen vier weitere Singles in die Villa verbracht, so dass sich die Gesamtbesetzung auf 14 Personen erhöhte.
Nach der Hälfte der Folgen bekommen die Teilnehmer präparierte Armbänder, die sie anlegen müssen. Diese leuchten bei zwei Teilnehmern auf, wenn die Macher der Show der Ansicht sind, dass zwischen beiden eine ernsthafte, tiefere Beziehung entstehen könnte. Für zwei Teilnehmer, deren Armbänder gleichzeitig leuchten, gelten die Kontakteinschränkungen nicht mehr. Darüber hinaus kann Lana Teilnehmern eine private Suite zuweisen, in der allerdings nachts wieder die Kontakteinschränkungen gelten, wenn die Armbänder nicht grün leuchten. In der letzten Nacht müssen die zwei Personen, die das Team durch ihr Handeln das meiste Geld gekostet haben, gemeinsam in der privaten Suite übernachten. Schaffen sie es, diese Nacht ohne körperlichen Kontakt zu verbringen, wird dem Gesamtpreisgeld das wegen der beiden zuvor abgezogene Geld wieder aufaddiert. Teilnehmer, die im Verlauf der Staffel nach Ansicht der Produzenten keine tiefere Bindung zu einem anderen Teilnehmer eingehen, können kurz vor dem Ende der Staffel vorzeitig aus der Sendung geworfen werden. Während in der ersten Staffel das verbliebene Preisgeld am Ende  gleichmäßig unter den verbliebenen Teilnehmern aufgeteilt wurde, gab es in Staffel zwei nur noch einen Gewinner, der das gesamte Preisgeld bekam. In der dritten Staffel gab es zudem das erste Paar, das das Preisgeld gemeinsam gewonnen hat.

## Produktion
Das Konzept zur Sendung wurde ab 2016 von Laura Gibson und Charlie Bennett von der britischen TV-Produktionsfirma Talkback entwickelt, die zum Medienkonzern Fremantle gehört. Gibson und Bennett benannten eine 1992 erstausgestrahlte Folge der US-Sitcom Seinfeld als Inspiration. In der mehrfach preisgekrönten Episode Der Wettstreit halten die vier Hauptfiguren der Serie einen Wettbewerb darüber ab, wer am längsten ohne Masturbation auskommt. Als weitere Inspiration benennt Gibson die von ihr als „brutal“ empfundene Dating-Kultur im Zeitalter von Tinder.
Im Rahmen des Castings wurde den Bewerbern lediglich mitgeteilt, sie würden an einer Dating-Show teilnehmen. Das Kernelement der Show, der Verzicht auf sexuelle Tätigkeit, wurde den Teilnehmern laut Produktionsfirma erst während der ersten Folge mitgeteilt. Da Netflix als Abnehmer der Show international ausgerichtet ist, entschied sich die Produktionsfirma, die Teilnehmer „global“ zu casten, was sich in der ersten Staffel aber lediglich auf Australien, Großbritannien, Irland und Kanada erstreckt. In der zweiten Staffel kamen die Kandidaten aus Frankreich, Großbritannien, Südafrika, Kanada, Neuseeland und den USA. Die Tatsache, dass die Show für einen Streaming-Anbieter produziert wurde, bot der Produktionsfirma zufolge erweiterte Möglichkeiten im Zusammenschnitt, da Reality-TV-Shows für TV-Sender im Regelfall ein tägliches Sendeformat hätten und entsprechend schnell fertigproduziert werden müssten.
Nachdem Netflix zunächst zwei Staffeln beauftragt hatte, wurde der Vertrag mit der Produktionsfirma Fremantle um zwei weitere Staffeln verlängert.
Wie zum damaligen Zeitpunkt üblich wurden die ersten drei Staffeln als Komplettpakete veröffentlicht; alle Folgen der jeweiligen Staffel konnten zum Veröffentlichungszeitpunkt angeschaut werden. Ab Staffel 4 wurde die Veröffentlichung aber in zeitversetzte Blöcke unterteilt. Laut Netflix sollte diese Maßnahme „die Spannung und den Spaß beim Zuschauen steigern“, Medien gehen allerdings von einer reinen Kundenbindungsmaßnahme aus.

### Ableger
2021 wurden durch Netflix zwei internationale Ableger ausgestrahlt: Brincando com Fogo für das brasilianische und Jugando con Fuego für das mexikanische Publikum. Seit Februar 2023 gibt es einen deutschen Ableger namens Too Hot to Handle: Germany.
2022 veröffentlichte die Computerspiele-Sparte von Netflix unter Leitung des ehemaligen Legend-Entertainment-Managers Mike Verdu Too Hot to Handle: Love is a Game. Die Visual Novel nach Art eines Spielbuchs ist für mobile Endgeräte mit den Betriebssystemen Android und iOS erhältlich. Im Juli 2023 erschien ein Nachfolger, Too Hot to Handle 2.

## Staffeln

### Staffel 1
Die Dreharbeiten für die erste Staffel von Too Hot to Handle fanden im Frühjahr 2019 statt und dauerten etwa vier Wochen. Drehort war eine 2018 eröffnete Villa auf der am Pazifik gelegenen Halbinsel Punta Mita nordwestlich der mexikanischen Stadt Puerto Vallarta. Die Show hatte zu diesem Zeitpunkt noch keinen Titel; erst im Mai 2019 reichte Netflix einen Antrag auf Markenschutz für den Titel Too Hot to Handle ein. Ein Trailer zur Serie wurde am 1. April 2020 veröffentlicht, am 17. April 2020 erfolgte die Veröffentlichung.

#### Teilnehmer
Ab Folge 1
- David Birtwistle, 28,[15] Vereinigtes Königreich: Fitnesstrainer und Ernährungsberater aus London.[16]
- Haley Cureton, 20, Vereinigte Staaten: Studentin an der University of North Florida. Bekannt für ihren Kommentar zur Herkunft von Mitteilnehmer Harry Jowsey: „Harry kommt aus Australien, und ich habe buchstäbliche keine Ahnung, wo das ist.“[17]
- Kelechi „Kelz“ Dyke, 27, Vereinigtes Königreich: Personalberater aus London. Spielt in seiner Freizeit in der BAFA Premier Division American Football für die London Warriors.[18]
- Francesca Farago, 26, Kanada: Influencerin aus Vancouver, betreibt ein kleines Modelabel für Bademoden.[19]
- Harry Jowsey, 23, Australien: Betreibt einen kleinen Bekleidungs-Webshop, nimmt an Reality-TV-Formaten teil, 2018 Sieger einer Staffel der neuseeländischen TV-Dating-Show Heartbreak Island.[20]
- Nicole O’Brien, 23, Irland: Influencerin aus Cork mit einem Bachelor of Commerce des University College Cork.[21]
- Rhonda Paul, 27, Vereinigte Staaten: Alleinerziehende Mutter aus Atlanta, betreibt nach eigenen Angaben ein Schmucklabel.[22]
- Matthew Smith, 29, Vereinigte Staaten: Model und Schauspieler aus Highlands Ranch. Arbeitet in der Geschäftsführung einer Eventagentur in Los Angeles.[23]
- Sharron Townsend, 25, Vereinigte Staaten: Fitness- und Wrestling-Trainer aus Camden, „Mr. Pennsylvania“ 2018.[24]
- Chloe Veitch, 21, Vereinigtes Königreich: Immobilienmaklerin aus Essex, nebenberuflich als Model tätig, hatte schon Auftritte auf der London Fashion Week. Bekannt für ihre wortschöpfende Selbsteinschätzung, „nicht der hellste Funke im Buch“ zu sein.[25]

Ab Folge 3
- Bryce Hirschberg, 29, Vereinigte Staaten: Regisseur und Drehbuchautor aus Los Angeles.[26] Sein erster Film Counterfeiters wurde auf mehreren kleineren Filmfestivals prämiert.

Ab Folge 6
- Lydia Clyma, 22, Vereinigtes Königreich: Schauspielerin und Model aus Portsmouth.[27]
- Kori Sampson, 22, Vereinigtes Königreich: Model und Fitness-Trainer aus Plymouth, hat ein Buch über Fitness veröffentlicht.[28]
- Madison Wyborny, 20, Vereinigte Staaten: Model aus Los Angeles.[29]

#### Episoden
| Nr. | Deutscher Titel            | Originaltitel                        | Verbliebenes Preisgeld | Grund für Reduktion                                                                                          | Teilnehmerfeld                                                                                        |
| --- | -------------------------- | ------------------------------------ | ---------------------- | --- | --- |
| 1   | Liebe, Sex oder Geld       | Love, Sex or Money                   | 100.000 $              | | 10 Teilnehmer                                                                                         |
| 2   | Harry und Francesca        | When Harry Met Frances…              | 97.000 $               | Kuss zwischen Farago und Jowsey                                                                              | |
| 3   | Rache ist scharf           | Revenge Is a Dish Best Served Hot    | 94.000 $               | Kuss zwischen Farago und Cureton                                                                             | Hirschberg stößt zum Team                                                                             |
| 4   | Drei sind (k)einer zu viel | Two’s Company, Three’s a … Threesome | 94.000 $               | | |
| 5   | Emotionale Reife           | Boys to Men                          | 75.000 $               | Sexuelle Handlungen zwischen Paul und Townsend, Kuss zwischen Hirschberg und Veitch                          | |
| 6   | Der Bryce ist nicht heiß   | The Bryce Isn’t Right                | 55.000 $               | Geschlechtsverkehr zwischen Farago und Jowsey                                                                | Smith verlässt Sendung, Cureton wird aus Sendung entfernt, Clyma, Sampson und Wyborny stoßen zum Team |
| 7   | Solidarität unter Frauen   | Sisters over Misters                 | 43.000 $               | Kuss zwischen Sampson und Veitch, Kuss zwischen Birtwistle und Clyma, Oralverkehr zwischen Farago und Jowsey | |
| 8   | Geld oder Liebe            | Lust or Bust                         | 75.000 $               | Farago und Jowsey gewinnen die durch sie verlorenen Gelder zurück                                            | Sampson und Wyborny werden aus der Sendung entfernt                                                   |
| 9   | Das Wiedersehen            | Extra Hot: The Reunion               |                        | | Wiedersehen der Teilnehmer in einer Videokonferenz am 8. Mai 2020                                     |

### Staffel 2
Im Januar 2021 kündigte Fremantle die Produktion zweier weiterer Staffeln der Serie an. Ein Teil der Dreharbeiten habe zu diesem Zeitpunkt laut Deadline.com bereits unter einem Tarnnamen auf den Turks- und Caicosinseln stattgefunden, um die Teilnehmer nicht wissen zu lassen, an welcher Serie sie teilnehmen. Bei der zweiten Staffel wurden die Folgen, nicht wie vorher, im wöchentlichen Rhythmus veröffentlicht, sondern in zwei Blöcken. Die ersten vier Folgen erschienen am 23. Juni, die restlichen 6 am 30. Juni.

#### Teilnehmer
Ab Folge 1
- Marvin Anthony, 26[15], Frankreich: Model
- Kayla Carter, 26, Vereinigte Staaten: Barkeeper
- Cam Holmes, 24, Vereinigtes Königreich: Personal Trainer
- Carly Lawrence, 24, Kanada: Model
- Melinda Melrose, 28, Vereinigte Staaten: Model
- Emily Miller, Vereinigtes Königreich: Model
- Chase de Moor, 24, Vereinigte Staaten: Football-Spieler
- Larissa Trownson, 28, Neuseeland: Anwältin
- Peter Vigilante, 21, Vereinigte Staaten: Personal Trainer
- Nathan Webb, 27, Vereinigte Staaten: keine Angabe zum Beschäftigungsstatus

Ab Folge 4
- Christina Carmela, 30, Südafrika: Pilotin
- Robert van Tromp, 29, Vereinigtes Königreich: Model

Ab Folge 6
- Tabitha Clifft, 27, Vereinigtes Königreich: Ernährungs- und Gesundheitsberaterin
- Joey Joy, 23, Vereinigte Staaten: keine Angabe zum Beschäftigungsstatus
- Elle Monae, 25, Vereinigte Staaten: Inhaberin eines kleinen Modelabels

#### Episoden
| Nr. | Deutscher Titel                             | Originaltitel                        | Verbliebenes Preisgeld | Grund für Reduktion |
| --- | ------------------------------------------- | ------------------------------------ | ---------------------- | --- |
| 1   | Kaltgestellt von einem Kegel                | C**kblocked by a Cone                | 100.000 $              | |
| 2   | Behaltet Pete im Auge                       | You Gotta Watch Out Of Pete          | 79.000 $               | Jeweils Kuss zwischen Cam und Emily (2×), Carly und Chase (2×), Melinda und Marvin, Peter und Melinda sowie Peter und Carly |
| 3   | Du steckst in Schwierigkeiten               | On Est dans la Merde                 | 73.000 $               | Berührungen zwischen Cam und Emily, Cams Selbstbefriedigung                                                                 |
| 4   | Widerstehe allem… außer der Versuchung      | Resist everything… Except Temptation | 68.000 $               | Berührungen zwischen Cam und Emily                                                                                          |
| 5   | Ein Angebot, das man(n) nicht ablehnen kann | An Offer You Can‘t Refuse            | 68.000 $               | |
| 6   | Frischfleisch                               | Give Up The Chase                    | 60.000 $               | Kuss und Handjob zwischen Robert und Christina                                                                              |
| 7   | Der Männer-Workshop                         | Misters over Sisters                 | 40.000 $               | Geschlechtsverkehr zwischen Melinda und Marvin                                                                              |
| 8   | Das schöne Geld                             | Money down the Drain                 | 30.000 $               | Kuss zwischen Carly und Joey, Kuss und Berührungen zwischen Chase und Tabitha                                               |
| 9   | Grüne Lichter und heisse Nächte             | Green Lights and Hot Nights          | 55.000 $               | |
| 10  | Eine überraschende Wende                    | I Did Not See That Coming            | 55.000 $               | |

### Staffel 3
Die Produktion einer dritten Staffel wurde parallel zur zweiten Staffel bekannt gegeben. Das Ausstrahlungsdatum wurde auf den 19. Januar 2022 festgesetzt. Gedreht wurde auf den Turks- und Caicosinseln. Das Preisgeld wurde gegenüber der vorigen Staffel auf 200.000 Dollar verdoppelt, dafür wurden die Strafen angehoben.

#### Teilnehmer
Ab Folge 1
- Stevan Ditter, 26,[15] Vereinigte Staaten: Model
- Izzy Fairthorne, 22, Vereinigtes Königreich: Personal Trainer
- Georgia Hassarati, 26, Australien: Hebamme in Ausbildung
- Jaz Holloway, 25, Vereinigte Staaten: Modedesignerin
- Harry Johnson, 29, Vereinigtes Königreich: Baumchirurg
- Patrick Mullen, 29, Vereinigte Staaten: Schauspieler
- Nathan Soan Mingomezulu, 24, Südafrika: Betriebswirtschaftsstudent
- Beaux Raymond, 24, Vereinigtes Königreich: Rechtsanwaltsfachangestellte
- Holly Scarfone, 23, Vereinigte Staaten: Psychologiestudentin
- „Truth“, 23, Vereinigte Staaten: Kriminalwissenschaftsstudent

Die Finalisten waren Georgia, Nathan, Harry und Beaux. Georgia wurde auf den dritten Platz gewählt, Nathan erreichte den zweiten Platz und Harry und Beaux waren die Gewinner von 90.000 $.

#### Episoden
| Nr. | Deutscher Titel             | Originaltitel                 | Verbliebenes Preisgeld | Grund für Reduktion                                                                                   |
| --- | --------------------------- | ----------------------------- | ---------------------- | --- |
| 1   | Kein Vergnügen ohne Schmerz | No Pleasure Island            | 200.000 $              | |
| 2   | Alle wollen Georgia         | The Midnight Train to Georgia | 197.000 $              | Kuss zwischen Georgia und Izzy                                                                        |
| 3   | Schmerzliche Wahrheit       | The Truth Hurts               | 155.000 $              | Küsse zwischen Izzy und Truth, Georgia und Stevan sowie Holly und Nathan (letztere 5×)                |
| 4   | Friss meine Shorts          | Eat My Shorts                 | 143.000 $              | Küsse zwischen Stevan und Olga sowie Holly und Nathan                                                 |
| 5   | Grünes Licht                | The Summer of '69             | 74.000 $               | Verpatzter „Keuschheitstest“ von Holly und Nathan sowie Küsse zwischen den beiden                     |
| 6   | Dreifache Bedrohung         | Triple Threat                 | 68.000 $               | Küsse zwischen Georgia und Gerrie                                                                     |
| 7   | Ehrt eure Yoni              | Yoni Live Once                | 46.000 $               | Küsse und „unangemessene Berührungen“ zwischen Izzy und Jackson                                       |
| 8   | Pleite                      | Reaching Rock Bottom          | 0 $                    | Geschlechtsverkehr zwischen Nathan und Holly, Küsse zwischen Izzy und Jackson, Masturbation von Harry |
| 9   | Die Hölle im Paradies       | Paradise Purgatory            | 0 $                    | |
| 10  | Abgang mit Knall            | Out With A Bang               | 90.000 $               | Bestandener „Keuschheitstest“ von Holly und Nathan                                                    |

### Staffel 4

#### Teilnehmer
Ab Folge 1
- Brittan Byrd, 22,[15] Vereinigte Staaten
- Dominique Defoe, 23, Vereinigte Staaten: Informatikerin
- Nigel Jones, 29, Vereinigte Staaten: Model
- Jawahir Khalifa, 22, Niederlande: Model
- Nick Kici, 28, Vereinigte Staaten
- Creed McKinnon, 24, Australien
- Seb Melrose, 24, Vereinigtes Königreich: Rennfahrer
- James Pendergrass, 23, Vereinigte Staaten: Student
- Kayla Richart, 22, Vereinigte Staaten: Model
- Sophie Stonehouse, 22, Vereinigtes Königreich: Event-Managerin

Ab Folge 4
- Flavia Laos Urbina, 25, Peru: Schauspielerin
- Ethan Smith, 26, Vereinigtes Königreich

Ab Folge 7
- Imogen Ewan, 24, Australien
- Shawn Wells, 25, Vereinigte Staaten

#### Episoden
| Nr. | Deutscher Titel                 | Originaltitel                 | Verbliebenes Preisgeld | Grund für Reduktion                                                                                 |
| --- | ------------------------------- | ----------------------------- | ---------------------- | --------------------------------------------------------------------------------------------------- |
| 1   | Dating als Extremsport          | The Mile Dry Club             | 200.000 $              | |
| 2   | Nigel, der Aufreißer            | There's Something About Nigel | 191.000 $              | Küsse zwischen Seb und Jawahir, zwischen Kayla und Nigel sowie zwischen Nick und Jawahir.           |
| 3   | Der Schwanzblocker              | Officer Kill Joy              | 167.000 $              | Küsse zwischen Creed und Sophie sowie zwischen Seb und Kayla. Gemeinsames Duschen von Seb und Kayla |
| 4   | Flavia                          | Flavia of the Month           | 167.000 $              | |
| 5   | Verführerische Dusche           | The Shower and the Glory      | 117.000 $              | Geschlechtsverkehr zwischen Seb und Kayla                                                           |
| 6   | Puppen für Player               | Puppets for Playas            | 79.000 $               | Kuss und Petting zwischen Nick und Jawahir                                                          |
| 7   | Vertrauen ist gut               | Trust or Bust                 | 89.000 $               | Vertrauensbonus durch Flavia                                                                        |
| 8   | Es regnet Dreiecksbeziehungen   | It's Raining Love Triangles   | 89.000 $               | |
| 9   | Jawahir, Jawa-dort              | Jawahir, Jawa-there           | 89.000 $               | |
| 10  | Weiterentwicklung ist Teamsache | Growth is a Team Game         | 89.000 $               | |

### Staffel 5
Die fünfte Staffel der Show wurde im Januar 2023 angekündigt. Die Erstausstrahlung erfolgt an drei aufeinander folgenden Freitagen ab dem 14. Juli 2023.

#### Teilnehmer
Ab Folge 1
- Hannah Brooke, 24,[15] Vereinigte Staaten
- Isaac Francis, 24, Vereinigte Staaten: Bankangestellter
- Elys Hutchinson, 24, Schweiz: Skilehrerin und Model
- Hunter LoNigro, 24, Vereinigte Staaten
- Christine Obanor, 26, Vereinigte Staaten
- Courtney Randolph, 25, Vereinigte Staaten: Immobilienmaklerin
- Louis Russell, 22, Vereinigtes Königreich: Boxer
- Alex Snell, 28, Vereinigtes Königreich: Personal Trainer
- Megan Thomson, 26, Vereinigtes Königreich: Personal Assistant
- Shedre „Dre“ Woodard, 21, Vereinigte Staaten: Model

Ab Folge 4
- Yazmin Marziali, 25, Kanada
- Trey Rodgers, 22, Vereinigte Staaten: Model

Ab Folge 7
- Linzy Luu, 24, Vereinigte Staaten: Friseurin und DJ
- Bryce Saltmarsh, 22, Australien

#### Episoden
| Nr. | Deutscher Titel                  | Originaltitel                | Verbliebenes Preisgeld | Grund für Reduktion |
| --- | -------------------------------- | ---------------------------- | ---------------------- | ------------------- |
| 1   | Schiffbruch                      | Up Ships Creek               | 200.000 $              |                     |
| 2   | Der Pakt                         | A Matter Of Pact             | 164.000 $              |                     |
| 3   | Hopp oder Top                    | Stick or Twist               | 152.000 $              |                     |
| 4   | Die Versuchung                   | Court In The Act             | 146.000 $              |                     |
| 5   | Völlig Banane                    | Driving Me Bananas           | 98.000 $               |                     |
| 6   | Ein Kuss ist ein Kuss            | Making Kiss-tory             | 110.000 $              |                     |
| 7   | Noch mehr Versuchung             | Defective Detective          | 110.000 $              |                     |
| 8   | Zu spät für eine Entschuldigung? | Is It Too Late To Say Sorry? | 100.000 $              |                     |
| 9   | Geld oder Liebe                  | Love or Money                | 100.000 $              |                     |
| 10  | Der Höhepunkt                    | The Climax                   | 100.000 $              |                     |

## Rezeption
In der auf die Veröffentlichung folgenden Woche war Too Hot to Handle die meistgesehene Sendung auf Netflix.
Die Rezensionsdatenbank Rotten Tomatoes aggregiert 19 Rezensionswertungen zu einer Durchschnittswertung von 42 %. In zahlreichen Rezensionen wurden deutliche Parallelen zur britischen Dating-Show Love Island festgestellt.
Spiegel.de notierte ein undurchsichtiges Regelwerk und einen „fast schon herablassenden“ pädagogischen Ansatz seitens Netflix. Too Hot to Handle sei „Trash allererster Güte“ und mache riesigen Spaß beim Zuschauen. Redakteur Sebastian Maas zeigte sich überzeugt, dass in der Serie „nicht alles (...) so passiert ist, wie es (...) gezeigt wird“.
Das Frauenmagazin Cosmopolitan befand die Serie für „ziemlich genial“; sie sei „das Zeug, aus dem Reality-TV-Träume gemacht sind“. Das US-Unterhaltungsmagazin Entertainment Weekly stellte heraus, dass Netflix die Serie zwar als Hilfestellung für die Teilnehmer anpreise, „tiefere emotionale Bindungen in ihren persönlichen Beziehungen“ zu schaffen. Tatsächlich präsentiere die Serie Singles „voller unbewältigter Probleme und angefüllt mit Narzissmus“, die „den Tiefgang eines Fußbades“ hätten und nichts zustande bekämen, was auch nur entfernt an ernsthafte menschliche Beziehungen erinnere. Das Magazin wertete, das Ansehen der Serie gleiche einer „lustlosen, kriminell langweiligen Plackerei“. Das britische Nachrichtenmagazin für Jugendliche The Tab stellte heraus, dass die Serie sich auf ungewohnte Weise mit toxischer Maskulinität beschäftige. Wie in vergleichbaren Serien wie Love Island „triefen (die männlichen Teilnehmer) von sexueller Frustration“, seien unbelastet von ihrer potenziellen Außenwirkung und verfügten über „ein obszönes Level an Selbstbewusstsein“. Im Gegensatz zu Love Island könnten die männlichen Teilnehmer in Too Hot to Handle aber keine Revierkämpfe austragen und Promiskuität ausleben, sondern müssten sich, um Erfolg in der Show zu haben, mit ihren weiblichen Pendants und deren Bedürfnissen auseinandersetzen. Das US-Magazin Vanity Fair sah eine inhaltsreiche Serie, die gegenüber ihrem Vorbild Love Island mehr Leidenschaft darstelle, aber durch die ständige Überwachung auch Elemente des US-amerikanischen Ablegers der niederländischen TV-Show Big Brother enthalte. Im philosophischen Konzept der Serie sah Vanity Fair sehr deutliche Anleihen an die ebenfalls 2020 gestartete Netflix-Serie Love Is Blind.